# Ponziana Terst
Associazione Sportiva Dilettantistica Ponziana je amatérský fotbalový klub z italského města Terst, který hraje sedmou nejvyšší soutěž Promozione. Je zajímavý tím, že v letech 1946 až 1949 byl účastníkem nejvyšší jugoslávské ligy.
Klub byl založen v roce 1912, nejvyšší soutěží, kterou před válkou hrál, byla Serie C (třetí liga). V roce 1944 se zúčastnil Campionato Alta Italia, ligy neuznávané Italské sociální republiky, kde skončil na posledním místě ve skupině. V době, kdy existovalo Svobodné území Terst, nabídla jugoslávská vláda místním klubům možnost hrát jugoslávskou ligu, aby tak podpořila svůj nárok na město. Poté, co US Triestina odmítla, získali Jugoslávci klub Ponziana, který dostával z politických důvodů státní subvenci. V prvním roce skončila Ponziana na desátém místě a měla sestupovat, ale byla administrativně zařazena do dalšího ročníku. Pak vybojovala sedmé místo, třetí rok v první lize byla poslední. Vzhledem ke změně politické orientace ztratila Jugoslávie zájem na podpoře Ponziany a klub se roku 1950 vrátil do nižších italských soutěží.
Za Ponzianu hrál Guglielmo Cudicini, dědeček Carla Cudiciniho, a Alberto Eliani, dvojnásobný italský reprezentant. V padesátých letech byl trenérem klubu Pietro Pasinati, mistr světa z roku 1938.